# Da Vinci Learning
„Да Винчи Лърнинг“ (на английски: Da Vinci Learning) е образователен телевизионен канал на компанията Da Vinci Media GmbH в Берлин.
Стартира едновременно в България, Македония, Полша, Румъния, Русия, Словения, Турция, Украйна в 9:00 часа на 15 септември 2007 г.
Излъчва се още в Босна и Херцеговина, Естония, Латвия, Литва, Малайзия, Словакия, Сърбия, Тайланд, Унгария, Хърватия, Чехия, Южна Африка. В България Da Vinci Learning се излъчва по кабелна и сателитна телевизия.
Акцентът на програмите е върху образователното забавление. Темите на предаванията варират между технология, инженерни науки, биология, физика, астрономия, химия, геология, антропология, информатика, математика, природни науки и др.
Основната целева група на Da Vinci Learning е цялото семейство.